# Karl Johann Cosack
Karl Johann Cosack, häufig auch Carl Johann Cosack (* 27. September 1813 in Marienburg, Westpreußen; † 31. Oktober 1868 in Halle), war ein deutscher evangelischer Pfarrer, Theologe und Professor für evangelische Theologie an der Universität Königsberg.

## Leben
Karl Cosack wurde 1813 als zweiter Sohn des Marienburger Bürgermeisters geboren. Ab 1819 besuchte er die St.-Petri-und-Paul-Schule in Danzig und studierte von 1834 bis 1837 Philologie und evangelische Theologie in Berlin (bei August Boeckh und August Neander) und in Halle (bei August Tholuck und Carl Christian Ullmann). 1840 wurde er Gefängnisgeistlicher, 1841 Pfarrer in Schloppe, 1847 Militärpfarrer in Königsberg. Drei Jahre später nahm er eine Stelle als Militärgeistlicher an der Bundesfestung Rastatt an. Für seine Verdienste in Rastatt verlieh ihm der Großherzog von Baden das Ritterkreuz des Zähringer Löwenordens.
Nach einer weiteren Predigerstelle in Trier wurde er 1852 Pfarrer an der Löbenichtschen Kirche in Königsberg. Im gleichen Jahr wurde er an der Universität Königsberg zum außerordentlichen Professor ernannt, 1861 erfolgte die Ernennung zum ordentlichen Professor.
Wegen eines Halsleidens ging Cosack 1866 nach Tübingen, weil er sich von dem bekannten Chirurgen Victor von Bruns Heilung erhoffte. Sein Zustand verschlimmerte sich jedoch und führte letztendlich zur völligen Stummheit sowie Atem- und Schluckbeschwerden. In seiner Zeit in Tübingen blieb er wissenschaftlich tätig und pflegte freundschaftlichen Kontakt mit Ottilie Wildermuth und ihrer Familie.
Kurz vor seinem Tod übersiedelte Cosack in seine alte Heimat Halle, wo er am 31. Oktober 1868 starb. Er war zweimal verheiratet und hinterließ sechs Kinder. Einer seiner Söhne war der Jurist Konrad Cosack.

## Schriften (Auswahl)
Wissenschaftlich arbeitete Cosack hauptsächlich auf dem Gebiet der osteuropäischen Kirchengeschichte und der Hymnologie.
- Über die Taufe der unehelichen Kinder. Eine Gelegenheitsschrift. Königsberg 1858 (Digitalisat).
- Paulus Speratus Leben und Lieder. Ein Beitrag zur Reformationsgeschichte, besonders zur Preußischen, wie zur Hymnologie. Braunschweig 1861 (Digitalisat).
- Literarum asceticarum, quae reperiuntur inter evancelicos Germanos. Historia brevis ad umbratio qua ad orationem pro loco in ordine theologorum Regimontanorum rite optinendo die XXVIII mensis novembris a. c. hora XII in aula academica publice habendam. Königsberg 1862.
- Über den neutestamentlichen Begriff der geistlichen Salbung mit besonderer Beziehung auf die christliche Predigt. Ein exegetisch-homiletischer Versuch. Königsberg 1863.
- Zur Geschichte der evangelischen ascetischen Literatur in Deutschland. Ein Beitrag zur Geschichte des christlichen Lebens sowie zur Cultur- und Literaturgeschichte. Aus dem Nachlaß des Verfassers veröffentlicht von Dr. B. Weiß. Basel und Ludwigsburg 1871 (Digitalisat; enthält u. a. biographische Darstellungen von Stephan Praetorius und Georg Nitsch).